# 장케뱅 오귀스탱
장케뱅 오귀스탱(Jean-Kévin Augustin, 1997년 6월 16일, 파리 ~ )는 프랑스의 축구 선수로 현재 스위스 슈퍼리그의 바젤에서 공격수로 뛰고 있으며 아이티 혈통을 갖고 있다.